# Siphonolaimus falklandiae
Siphonolaimus falklandiae är en rundmaskart. Siphonolaimus falklandiae ingår i släktet Siphonolaimus och familjen Siphonolaimidae. Inga underarter finns listade i Catalogue of Life.